# توميسلاف بوجيتش
توميسلاف بوجيتش هو لاعب كرة قدم كرواتي في مركز الدفاع، ولد في 1 نوفمبر 1987 في بوزيغا في كرواتيا. شارك مع منتخب كرواتيا تحت 19 سنة لكرة القدم ومنتخب كرواتيا تحت 21 سنة لكرة القدم. أما مع النوادي، فقد لعب مع غورنيك وانشنا ونادي شيروكي برييغ.

## وصلات خارجية
- توميسلاف بوجيتش على موقع اتحاد كرواتيا (الكرواتية)
- توميسلاف بوجيتش على موقع قاعدة بيانات كرة القدم.إي يو (الإنجليزية)
- توميسلاف بوجيتش على موقع Soccerway.com (الإنجليزية)
- توميسلاف بوجيتش على موقع عالم كرة القدم.نت (الإنجليزية)